# كيرلس الثالث (بابا الإسكندرية)
 كيرلس الثالث  بابا الإسكندرية وبطريرك الكنيسة القبطية رقم 75 (1235 - 1243) في عهد تملك الملك العادل.
في البداية كان الراهب داود، ويُعرَف باسم ابن لقلق من أهل الفيوم.

## نياحه البابايوأنس السادس
تنيح البابا يوأنس السادس حزنًا على تحوّل أهل الخمس مدن الغربية عن المسيحية، رغم أنه رسم لهم أسقفًا، وقد تنبأ هذا البابا البسيط قبل نياحته بأن أوجاعًا ستحل بالبلاد والعباد، حتى يقيم الرب لهم رجلاً يأتي من حيث لا يدرون، وفعلاً تمّ ما تنبأ به بعد أن ظل الكرسي البابوي شاغرًا بعده لمدة عشرين عامًا.

## ابن الميقات
سعى أبو الفتوح المعروف باسم ابن الميقات العامل في ديوان الجيوش أيام الملك على ترشيح قس اسمه داود، ويُعرَف باسم ابن لقلق من أهل الفيوم، كان متبحّرًا في العلوم الدينية، رغم أن البابا الراحل انتقل وهو غير راضٍ لا عن أبي الفتوح ولا عن داود الذي كان يقيم عنده. ذلك لأنه في أثناء حبرية البابا يوأنس خلى كرسي أثيوبيا وجاء رسول منها يطلب رسامة مطرانًا، فحمل أبو الفتوح إلى الملك العادل مالاً كثيرًا لكي يأمر البطريرك برسامة داود مطرانًا للحبشة، ورد البطريرك أن داود لا يصلح. ولما تنيح البطريرك سعى أبو الفتوح ثانيًا لتقديم داود بطريركًا، واجتمع بجماعة من الكتاب والأراخنة وبعض الأساقفة ولكنه لم يقدر على جمع الكل على رأي واحد رغم أنه استكتب بعض الأساقفة طلبًا إلى السلطان من أجل هذا الهدف، ولم يرضَ السلطان إذ كان يميل إلى ترشيح حبيس إبيار الراهب الذي شفاه من مرض اعتراه، ولكن أبو الفتوح طلب عدم إقلاق الراهب في وحدته. سعى من أهل القاهرة إلى مقر السلطان رجل اسمه أسعد بن صدقة رافضًا فكرة سيامة داود لئلا "يفسد ديننا ويجعل قبط ديار مصر كلهم رومان ويخرج مصر من أيدي المسلمين"، فأرسل الملك الكامل إلى والي مصر يحذره من إقامة داود بطريركًا بغير أمره وإلا شنقه. ولما مات الكامل خرج العادل إلى الإسكندرية فاستأذنه أبو الفتوح في رسامة داود فوافق. في الوقت الذي كان فيه ابن صدقة يدبر الأمر بعدم سيامة داود كان أبو الفتوح مهتمًا بتنفيذ السيامة بعجلة، فأسرع بأخذ داود بن لقلق من القاهرة إلى مصر القديمة في فجر يوم الأحد. وكان قد سبق فحجز الأساقفة في بيته ليقوموا بالسيامة رغمًا عنهم، اعتمادًا على الأمر الذي أخذه من الملك. عاد فتشكك الملك في أمر أبي الفتوح وأرسل جنودًا يستدعون الأساقفة المحجوزين ليقف منهم على حقيقة الأمر. بينما كان أبو الفتوح ومعه داود في طريقهم للسيامة التف حولهم جمع كثير، فهجم الجند عليهم وضربوهم ضربًا مبرحًا. وفرّقوا شملهم وكادوا يفتكون بداود، لكنه هرب واختفى. أسرع الجند إلى كنيسة المعلقة وأمروا الأساقفة بالخروج فورًا من الكنيسة والذهاب إلى القاهرة كأمر الملك ليتحقق جلية الأمر، وإذ سمعوا هذه الدعوة وجدت تجاوبًا في أعماقهم نظرًا لمضايقة داود وأبى الفتوح لهم وإلحاحهم بسرعة السيامة. أعلن أغلب الأساقفة رفضهم لسيامته بينما خاف قلة من أبي الفتوح، وأظهروا رضاهم على السيامة، غير أن أربعة منهم اجتمعوا معًا وحرّموه وتعاهدوا ألا يحضروا سيامته ولو أُرغموا على ذلك. ظل الكرسي البابوي شاغرًا عشرين عامًا تنيح خلالها كثير من الأساقفة الذين عارضوا رسامة داود،

## رسامة داود
لما رأى الخليفة احتياجه للمال للحروب وما آثرته من إنهاك لأحوال مصر الاقتصادية، ابتدأ رجال الدولة يستميلون الأقباط إلى داود نظير أن تأخذ الدولة المال اللازم على البطريركية من داود وأبي الفتوح في مقابل رسامته بطريركًا. ورغم معارضة الأساقفة وهياج الشعب القبطي عمد داود إلى تبوّء الكرسي البابوي قوة واقتدارًا، واحتفل هو وأعوانه وساروا إلى كنيسة سرجيوس وأدّوا الطقوس الدينية وذلك سنة 1235م رغم صراخ الشعب وصياحهم.

## السيمونية
اتخذ داود لنفسه اسم كيرلس الثالث واشتهر بلقب ابن لقلق، وبدأ خدمته برسامة بعض الكهنة والشمامسة دون رسوم لكي يرضى الرأي العام. لكنه فيما بعد أساء التدبير وأظهر شراهة في محبة المال وتحصيله بطرق غير لائقة. فقد باع أكثر من أربعين إيبارشية، أي عيَّن عليها أساقفة بالمال، وأمام احتجاج الشعب على السيمونية عقد مجمعًا من الإكليروس وأعيان الشعب في الكنيسة المعلّقة وأوضح لهم أن هذه الأموال لإيفاء الأموال الأميرية على الكنيسة تجاه الدولة، وأكد لهم امتناعه تمامًا عن السيمونية حال سداد هذه الأموال الأميرية. لسبب غير معروف قبض عليه الملك وألزمه أن يدفع ألفًا وخمسمائة دينارًا، فاستغل البابا كيرلس هذا ليُصدر أمرًا إداريًا بضم جميع الأديرة تحت إشرافه مباشرة، وفرض مبالغ سنوية. كما نزع بعض البلاد من إيبارشياتها لتتبعه، وربط عليها عوائد تُدفع له مما كدّر رؤساء الأديرة والأساقفة فتضايقوا من تصرفاته للغاية.

## إساءته إلى بطريرك إنطاكية
لم يكتفِ ابن لقلق باغتيال حقوق الأساقفة ماديًا وأدبيًا برسامة الكهنة والشمامسة بل طمحت أنظاره إلى بطريرك إنطاكية وحجّته في ذلك وجود كثير من الأقباط في سوريا، وهؤلاء لا يفهمون لغة السريان بأورشليم وقت الصلاة. فعين لأول مرة في تاريخ المسيحية وفي تاريخ الكنيسة القبطية أسقفا لأورشليم مؤكدًا أنها مدينة الملك العظيم، وهي مِلك لجميع الكنائس. وكان أول مطران قبطي لأورشليم هو باسيليوس ويسمى مطران غزة كما يسمى مطران فلسطين وحدود العراق ومقره أورشليم. رد مارأغناطيوس بطريرك إنطاكية على هذا التعدي بأن عيَّن هو من قِبَله مطرانًا لكنيسة أثيوبيا التابعة لسلطان الكنيسة القبطية، وكان مارأغناطيوس ذكيًا إذ اختار مطرانًا أثيوبي الجنسية حتى لا يعترض عليه أحد، وبدأ الشقاق بين الكنيسة القبطية وكنيسة إنطاكية.

## الاعتزال (العزل)
زادت أعمال كيرلس الثالث الملتوية عن الحد، فاجتمع أربعة عشر أسقفًا سنة 1239م بكنيسة حارة زويلة واعترضوا على تلك الأفعال، وبعد مداولات كثيرة اضطروا البطريرك إلى عقد مجمع مقدس لإصلاح أحوال الكنيسة. أصدروا مجموعة من القوانين لذلك الهدف في حضور أحد الوزراء الفاطميين في القلعة. رفض البطريرك التوقيع على هذه القوانين أولاً ثم وقّع عليها ضغطًا، ولكنه عاد إلى سالف سياسته السيمونية. تزعم الشعب الثائر في هذه المرة راهب اسمه بطرس ابن التعبان وأرادوا محاكمة البطريرك، ولكن الأساقفة رغم اقتناعهم بعدالة المطلب سيَّجوا حول البطريرك حفاظًا على هيبة الكنيسة والإكليروس، واجتمع الأساقفة في كنيسة العذراء بحارة زويلة حيث تشاوروا معًا وكلفوا الأنبا بولس البوشي بنقل رأيهم إلى البطريرك، وهو الاعتزال إلى أحد الأديرة ريثما تهدأ العاصفة. فأخذ البابا برأيهم واعتزل في دير الشمع وظل معتزلاً حتى تنيح.
و كانت نياحته في 10 مارس سنة 1243م.
| سبقه يوأنس السادس | بطريرك الإسكندرية (1235 - 1243) | تبعه أثناسيوس الثالث |